# Société du combustible nucléaire
La Société du combustible nucléaire (原子燃料公社, Genshi nenryō kōsha), connu sous son acronyme anglais NFC (Nuclear Fuel Corporation), a été fondé en 10 août 1956 après à la découverte de gisements d'uranium au col de Ningyo dans le district de Tomata en 1955.
La société a mené des activités de prospection et d'extraction de l'uranium ainsi que de production et de traitement de combustible nucléaire. L'exploration des matières nucléaires a été principalement réalisée au col de Ningyo. En 1957, la raffinerie Tokai est créée. En 1959, le Japon réussit pour la première fois à raffiner l'uranium. L'entreprise a commandé la conception d'installations en partenariat avec la Nuclear Chemical Plant Company (NCP) du Royaume-Uni, mais en 1966 la commande a donc été réordonnée auprès de la société française Saint-Gobain nucléaire (SGN), filiale de Saint-Gobain. La même année, l’entreprise a commencé à développer une technologie pour produire du combustible MOX.
L'entreprise est absorbée par la Société de développement des réacteurs et du combustible nucléaire, créée le 2 octobre 1967.